# Huutijärvi
Huutijärvi är en by sydost om Kangasala centrum i Birkaland. Flera stenåldersboplatser har hittats i Huutijärvi, och området är ett av de äldsta kända bostadsområdena i Finland. Nordost om byn rinner Vääksynjoki från Vesijärvi till Längelmävesi. 
Det finns bland annat en grundskola, en närbutik och en yrkesskola i Huutijärvi. Byn har även en egen skola - Huutijärvi skola. I byn finns också Wääksy herrgård, där Karin Hansdotter bodde på 1500-talet.